# 法家問答
法家問答（ほうけもんどう）とは、主に平安時代に行われた明法家（法家）が官人や私人から出された法的質問に回答する制度。問答体の形式で文書や記録に残されたためにこの名称があるが、当時の記録では「法家判」「明法判」などと称されており、「法家問答」は学術用語としての性格が強い。また、太政官における陣定など公的な裁判権者からの質問に回答する制度である明法勘文とは位置づけは異なるが、貴族や官人の場合にはその質問が公的立場によるものか私的立場によるものかを明確に区別するのが困難な上、同じ問答体の形式で書かれていることから両者を厳密に区別することは難しいとする指摘もある。
大宝律令の成立以来、行政機関などで律令法の解釈に疑義が生じた場合は中央政府内部において回答する仕組みが存在していたと考えられている。制定直後には政府首脳や編纂担当者からなる「令官」が、その後は法律の専門家である「令師」が設置され、その後は官吏養成のために律令法を教授する明法博士の制度が整備されると共に明法博士や刑部省の判事を中心とする明法家（法家）の集団・組織がその任に当たったと考えられている。その集団・組織については不明な部分が多いものの、研究者の間では「明法曹司」と称している。
しかし、10世紀前半に入ると、機関も官人も法家曹司ではなく個々の明法家に直接質問をぶつけるようになってくる。それが法家問題の始まりと考えられている。また、同じ明法家の間でも学問上の疑義や見解の相違の解消のために法家問答を行う場合もあった。こうした動きはやがて中央においても公事（公務執行）に関する質問（「公事勘申」）や太政官での裁判における量刑に関する質問（「罪名勘申」）として行われるようになり、それが明法勘文の成立にも影響したと考えられている。